# Cis-2,3-diidrobifenil-2,3-diolo deidrogenasi
La cis-2,3-diidrobifenil-2,3-diolo deidrogenasi è un enzima appartenente alla classe delle ossidoreduttasi, che catalizza la seguente reazione:
cis-3-fenilcicloesa-3,5-diene-1,2-diolo + NAD+ ⇄ difenil-2,3-diolo + NADH + H+
L'enzima catalizza la seconda reazione nella via di degradazione del difenile nei batteri.